# Communauté de communes rurales des Deux Helpes
La Communauté de communes rurales des Deux Helpes  est une ancienne communauté de communes française, située dans le département du Nord et la région Nord-Pas-de-Calais, arrondissement d'Avesnes-sur-Helpe.
L'ensemble de ses communes font désormais partie de la Communauté de communes du Cœur de l’Avesnois.

## Composition
La communauté de communes rurales des Deux Helpes regroupe 12 communes.
| Code INSEE | Commune                 | Maire               | Population | Superficie | Délégués |
| ---------- | ----------------------- | ------------------- | ---------- | ---------- | -------- |
| 59061      | Beaurepaire-sur-Sambre  | Daniel Mercier      | 258 hab.   | 786 ha     | nc       |
| 59134      | Cartignies              | Georges Garin       | 1 128 hab. | 2 641 ha   | nc       |
| 59177      | Dompierre-sur-Helpe     | Daniel Dursent      | 1 036 hab. | 1 320 ha   | nc       |
| 59241      | Floyon                  | Maryse Jaggli       | 515 hab.   | 1 747 ha   | nc       |
| 59270      | Grand-Fayt              | Claude Gaveriaux    | 446 hab.   | 880 ha     | nc       |
| 59374      | Marbaix                 | Damien Ducanchez    | 426 hab.   | 662 ha     | nc       |
| 59439      | Noyelles-sur-Sambre     | Jean-Pierre Monnier | 335 hab.   | 649 ha     | nc       |
| 59461      | Petit-Fayt              | Claude Royaux       | 260 hab.   | 816 ha     | nc       |
| 59474      | Prisches                | Jean-Claude Fovez   | 959 hab.   | 2 311 ha   | nc       |
| 59529      | Saint-Aubin             | Paul Delevaque      | 392 hab.   | 1 012 ha   | nc       |
| 59534      | Saint-Hilaire-sur-Helpe | Michel Coupillaud   | 779 hab.   | 1 541 ha   | nc       |
| 59583      | Taisnières-en-Thiérache | Claude Connart      | 497 hab.   | 850 ha     | nc       |
| Totaux     | 12 communes             | 12 communes         | 7 031 hab. | 15 215 ha  | 39       |

## Historique
La Communauté de communes rurales des Deux Helpes est créée le 31 décembre 1992.
Le 1er janvier 2012, la Communauté de communes rurales des Deux Helpes  fusionne avec la Communauté de communes du Pays d'Avesnes et la Communauté de communes des vallées de la Solre, de la Thure et de l'Helpe pour former la Communauté de communes du Cœur de l’Avesnois composée de 44 communes.

## Démographie

### Pyramide des âges
Comparaison des pyramides des âges de la Communauté de communes rurales des Deux Helpes et du département du Nord en 2006
| Hommes | Classe d’âge   | Femmes |
| ------ | -------------- | ------ |
| 0,1    | 90 ans et plus | 0,6    |
| 6,4    | 75 à 89 ans    | 9      |
| 12,1   | 60 à 74 ans    | 13,3   |
| 22,6   | 45 à 59 ans    | 20,9   |
| 20,6   | 30 à 44 ans    | 20,2   |
| 17,9   | 15 à 29 ans    | 16,5   |
| 20,4   | 0 à 14 ans     | 19,6   |

| Hommes | Classe d’âge   | Femmes |
| ------ | -------------- | ------ |
| 0,2    | 90 ans et plus | 0,8    |
| 4,3    | 75 à 89 ans    | 7,9    |
| 10,3   | 60 à 74 ans    | 11,9   |
| 19,7   | 45 à 59 ans    | 19,4   |
| 21,1   | 30 à 44 ans    | 20,1   |
| 22,6   | 15 à 29 ans    | 21     |
| 21,6   | 0 à 14 ans     | 19     |

## Présidents
| Période | Période | Identité         | Étiquette | Qualité          |
| ------- | ------- | ---------------- | --------- | ---------------- |
| 2001    | 2012    | Damien Ducanchez | PS        | maire de Marbaix |